# Dead Man
Dead Man är en westernfilm från 1995, ofta klassad som en 'acid-western', i regi av Jim Jarmusch. I huvudrollerna ses Johnny Depp, Gary Farmer och Lance Henriksen.
Dead Man är en poetisk omtolkning av den legendariska amerikanska western, sedd ur perspektivet av en döende man. Filmen skildrar en andlig resa genom ett ogästvänligt och ondskefullt landskap, som till skillnad från exempelvis John Fords Monument Valley-baserade western-myter helt saknar någon form av storslagenhet eller heroism.
Filmens långsamma pacing, mörka vision och svårsmälta slut har mottagits med blandade resultat av kritiker.[källa behövs]

## Rollista
| Johnny Depp     | – William Blake            |
| Gary Farmer     | – Nobody                   |
| Crispin Glover  | – Train Fireman            |
| Lance Henriksen | – Cole Wilson              |
| Michael Wincott | – Conway Twill             |
| Eugene Byrd     | – Johnny 'The Kid' Pickett |
| John Hurt       | – John Scholfield          |
| Robert Mitchum  | – John Dickinson           |
| Iggy Pop        | – Salvatore 'Sally' Jenko  |
| Gabriel Byrne   | – Charlie Dickinson        |
| Jared Harris    | – Benmont Tench            |
| Mili Avital     | – Thel Russell             |

## Porträttering av Ursprungsamerikaner
Dead Man anses vara en av få filmer inom genren där forskningen av amerikansk urfolkskultur blivit gjord särskilt noggrant för en mer inkluderande porträttering av folken den tillhör.  
Filmen är även framstående för att vara en bland få att vara i regi av en ej infödd ur den porträtterade kulturen som ger tydligt nyanserade och omsorgsfulla detaljer i narrativet som betonar de individuella skillnader som existerar mellan de olika stammarna för att upphäva användandet av stereotypa generaliseringar som vanligen förekommer i filmer tillhörande genren. För att nå ut enkom till ursprungsamerikaner har det även avsiktligt valts att inte använda några översättningar eller undertexter i de delar av filmen när “Cree” eller “Blackfoot”-språken använts i dialoger, internskämt adresserat till dessa grupper förekommer även. En av filmens huvudkaraktärer “Nobody” som gestaltar en ursprungsamerikan spelas likaledes av skådespelaren Gary Farmer som själv tillhör de irokesiska folken Cayuga. Dead Man har även använts som exempel i akademiska studier där samma progressivitet gällande ursprungsbefolkningen i Nordamerika diskuterats, av bland andra professor Justus Nieland och Jennifer McMahon. Vad Nieland även påtalar i sin analys av filmen är tyngden av inkluderande och nyanserade bilder för arkiven att tillhandahålla.